# 第二次大甲土城戰役
第二次大甲土城戰役，戴潮春事件系列戰役之一，發生臺灣清領時期同治元年（1862年）農曆十一月初十至十二月十四日，天地會戴潮春與南埔十八庄聯軍，發動第二次進攻大甲土城的軍事行動，反政府的勢力軍容壯大，大甲土城仰賴官軍、各處團練民勇，歷時將近一個月的戰火才驅逐敵軍。

## 背景
同治元年（1862年）春，以戴潮春為首的天地會眾高舉紅旗，發動叛亂，成功佔據臺灣中部與彰化縣城（清代彰化縣北半部，約今臺中市一帶），同年三月下旬，大甲土豪王和尚偕同莊柳、陳再添、王九螺等據地為王，一度占領大甲土城，在五月間清朝官軍與來自竹塹、翁仔社的民練合作，鏖戰至五月廿一日，王和尚等同意歸順清廷，官軍收復大甲土城。
大甲位於大甲溪北岸，清代隸屬淡水廳管轄，在林豪《東瀛紀事》編為「北路」戰線，大甲一帶軍務多由淡水廳鄉紳如林占梅、陳維英、鄭如梁等捐納挹注。同治元年（1862年）秋八月，朝廷委派候補道區天民（籍貫廣東，舉人）來臺，奉旨督辦北路軍務，淡水廳仍時不時有大小騷動，糧餉時時不足，皆仰賴淡水廳鄉紳助餉。

## 過程

### 南埔十八庄起事
南埔庄（今大安區南埔里:114）頭人莊泠的兒子因犯事入獄，莊柳（本屬天地會反政府軍，曾參與第一次大甲土城戰役，戰役落幕後投降官軍）便以此契機，出面說服莊泠投入造反的行列（天地會等反政府軍並以紅旗為幟，而支持官軍的村莊則舉白旗互相對峙）；主導第一次大甲土城戰役的土豪王和尚，原本五月間已投降官軍，此刻又復叛官軍，攜民作亂。
同治元年（1862年）農曆十一月初十日，莊泠率領南埔庄起事，南埔周圍十八庄群起響應，清軍出兵鎮壓，卻在水汴頭（今大甲區文曲里:109）接連受挫，下大安庄黃腰、吳算先後被擒而死，南庄仔（今大安區南庄里:109）被紅軍占領，南庄頭人陳此趁亂逃脫，隨官退守大甲土城。
十一月十二日，淡水同知鄭元杰收到天地會撤軍的線報，真偽難曉，鄭元杰之弟鄭榮時任大甲守備，採信線民說法，率勇出城追剿天地會，雙方交戰水尾溪（屬溫寮溪），不意天地會出奇謀，伏兵自頂店（今大甲區頂店里:114）而出，直奔北門，鄭榮奮勇衝殺，殺賊四十三人，民勇杜壬午、柯宗茂、蔡俊等陣亡。十一月十四日，翁仔社頭人羅冠英率勇來援、十一月十七日，竹塹鄉紳林占梅亦遣千總曾捷步率兵勇運送鉛藥至大甲。

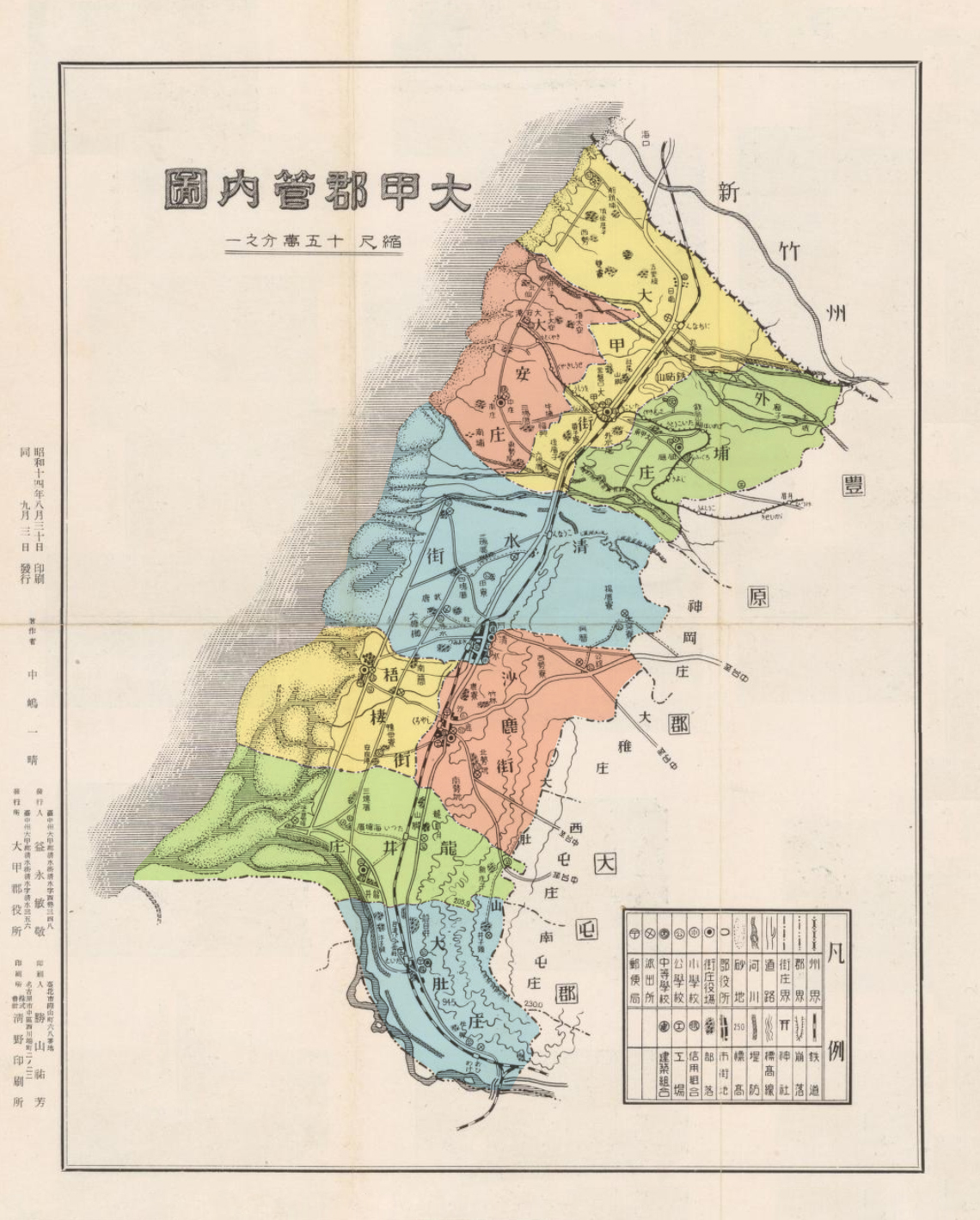
此圖繪製於臺灣日治時期昭和14年（1939年），當時大甲郡包含大甲街、清水街、梧棲街、沙鹿街、外埔庄、大安庄、龍井庄、大肚庄，此次戰役地點略可按圖索驥。

### 大甲城二度遭圍
十一月十八日，天地會三路圍堵大甲城，鄭榮、曾捷步率軍循東路，陳此、黃定安率民勇出西路，翁仔社羅冠英與海口庄民丁會合，行中路，轉至水汴頭交戰。當是時，紅軍領袖人物之一林日成剛好人在牛罵頭，即刻增派援軍、趕至現場，先擊潰東路的官軍部隊，西路民勇見狀撤退，僅剩羅冠英率領的翁仔社與海口庄民丁被圍，羅冠英退無可退，拔劍乎曰：「事急矣，當各奮力！」兵凶戰危之際，羅冠英與柯興、柯九突圍至大甲街坊南側，林日成部隊追剿之餘，乘勢進攻大甲城，羅冠英趕緊登埤守備，發炮攻擊敵軍，鏖戰至日暮，叛軍總算退兵。是日羅冠英留柯興協守大甲城，先行返回翁仔社，謀備戰事。
十一月十九日，翁仔社柯興屯駐社尾、柯九屯營盤口，南庄陳此佈防頂店；紅軍則盤據四甲、橫圳、溪州，雙方呈對峙之勢。十一月廿一日，柯興出戰，率勇至南溝，柯九出兵坊南以應和。戰方合，紅軍忽然火藥桶失火，白軍柯興、柯勇快速擊敗對方，取得一勝。十一月廿六日，大甲鎮瀾宮忽降神蹟，乩童傳神諭：「今夜大難」立即以空書符以壓之，是夜四更，紅軍隊伍潛至大甲南門，暗藏火藥，火發，城垣大震，時逢大甲城內水道屢遭叛軍截斷，城內百姓只得飲溝水解渴，溝水將竭，無從滅火，又是節婦林春娘三出禱雨，雨降，大火得熄滅，軍民士氣倍增。
十二月初一日，官軍鄭榮率兵 500 名進攻敵營松仔腳。天地會僅以六十餘人應戰，卻順利擊退官軍，官軍退至柯九營前（營盤口）。柯九分兵救援，反倒擊退天地會部眾，追至瓦磘溪（屬溫寮溪）才撤軍。天地會嗣後又派兵反攻，分路由水汴頭而來，天地會部眾何守、江有仁、王和尚皆帶著黃羅青蓋的紅傘帥旗，前往現場、指揮督戰。噶瑪蘭生員黃某帶屯番 300 名，偕保安軍同時夾擊，雙方交戰於水尾坑，血戰數日，後賴地方勇首郭龍駒奮勇出擊，追至紅軍駐紮瓦磘溪的營寨，燒寨而返，奪下紅軍旗幟五支，寫有「大漢挂帥何」、「平北將軍簡」、「平北先鋒黃」等字，其他尚包括天地會軍師江有仁令牌一支。十二月初八日，官軍與民兵約雞鳴出兵，莊丁列隊據守城外，官軍卻遷延不出，仍收拾餘匪數名，復據舊寨。

### 戴潮春北上參戰
同治元年九月十七日，天地會戴潮春與陳弄（小埔心首領）、嚴辦（牛朝山首領）攻陷斗六門後，調兵攻打嘉義縣城，但遭逢嘉義鄉紳與署知縣白鸞卿、參將湯得陞的頑抗，陷入僵持狀態（長達六個月）。同年秋十月，戴潮春與妻本安住斗六門，丞相莊天賜建議戴潮春此時應北上助陣，奪下大甲城，戴潮春採納此議，遂返回四張犁故居，與奉命戌守老巢的陳梓生會合，整備軍務。

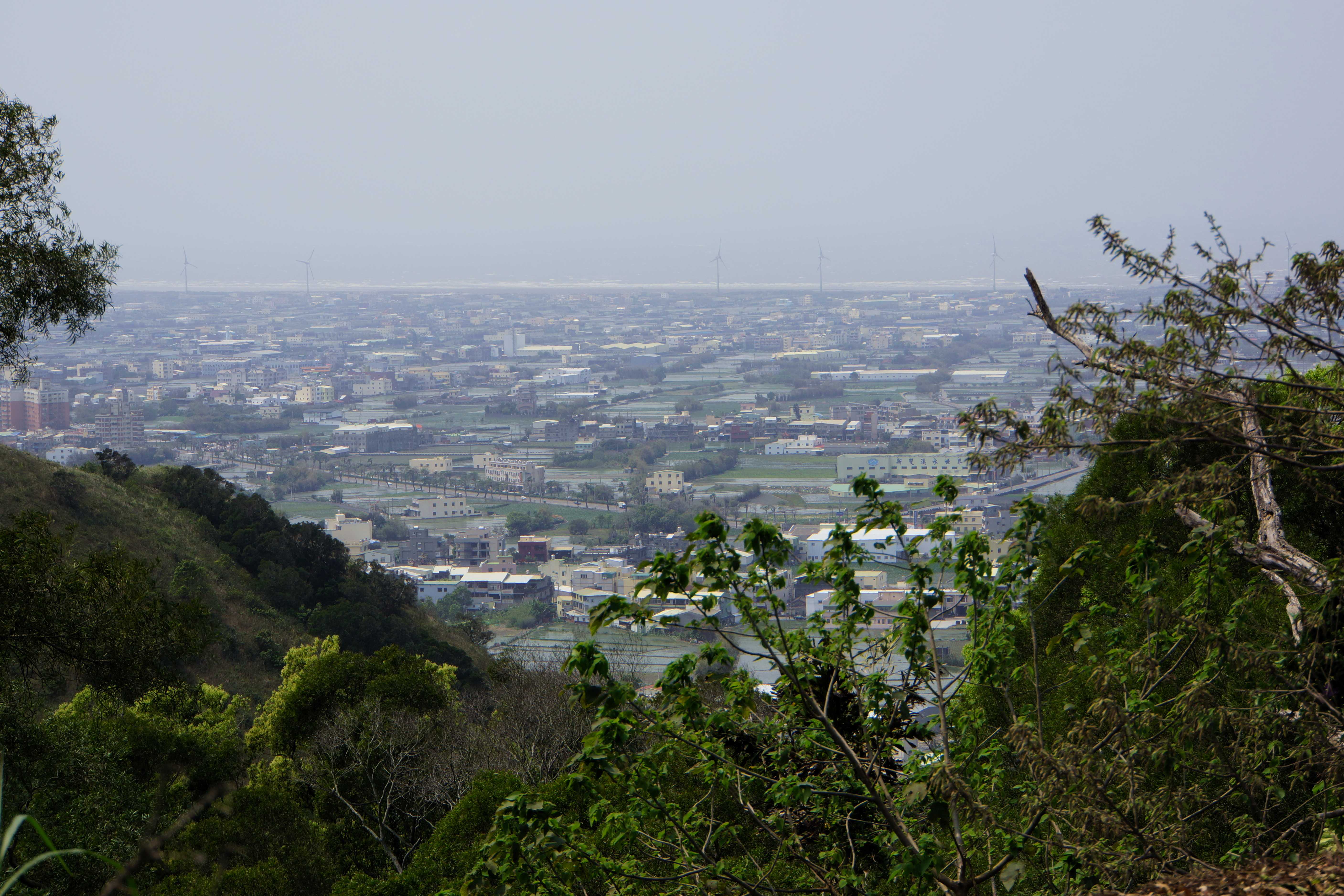
自鐵砧山俯視大甲鎮一隅。

十二月初十日，戴潮春率領 1000 員，北上進攻腳踏庄（今大安區西安里，可分頂腳踏庄、下腳踏庄:114）；駐紮水汴頭的天地會部隊自溪埔直搗大甲土城南門、另一股則從東南側偷襲頂店（南庄陳此的部隊），傾擾大甲城東門，至酉時才收兵。十二月十一日，竹塹總局運送鉛藥途中，被紅軍截獲，將管府坑一帶圳道填平，截斷水源，並在水汴頭（今大甲區文曲里）處紮營，白軍只得退守水柳。十二月十二日，兵勇前去清理水圳，卻與紅軍會戰鐵砧山東，新埔民勇先行潰敗，白軍各路漸漸不支。紅軍集結兵力，猛攻大甲城西、南門，幸賴屯勇以猛烈炮火炮擊，紅軍才罷兵撤退。
十二月十三日，翁仔社羅冠英再度返回大甲，偕廖廷鳳、廖江峰帶熟番、鄉勇千餘名，分兵二路，分別由大甲溪以及六分崎，從大甲東側繞行，馳援大甲城。當時大甲城外佈滿紅軍屯營，含括新社地區，且正進攻頂店營（南庄陳此部隊）。羅冠英與紅軍會戰新厝仔，斬殺首級二十餘顆，又與大安庄民丁合攻溪州、水汴頭等天地會營區。大甲城內聞遠方火炮聲大作，便分道出城接應，紅軍乃棄攻頂店而撤退。廖廷鳳趁其不備，衝入撤退紅軍大後方，斬首百餘，復與羅冠英會合。日暮，冐雨再攻賊營，城中發布篷策應，天地會潰不成軍，再次退軍。
十二月十四日，是日大霧，莊丁列陣於城外，羅冠英合隊進剿，一路追殺紅軍至南埔庄，大甲溪西南敵營一律肅清。廖江峰亦在溪州擊敗紅軍，毀其營寨，此外，三保庄義首吳送、船頭埔李清芬、大安庄李求等各帶莊丁，四處驅賊，賊盡遁過溪。天地會此役失利後，商討是否續攻大甲土城，卻聽聞署福建水師提督吳鴻源率兵 3000 人，已於十二月間抵達臺灣府，戰鬥意願低落，放棄持續進攻大甲城，是以退兵。

## 後續
- 大甲土豪王和尚在此役落幕後，毀謗戴潮春身邊的陳梓生攻城不力，反被陳梓生所殺。[1]

- 嗣後戴潮春南返斗六門，而天地會丞相莊天賜原先戰略是「先取大甲，次陷嘉義，三犯郡城。」雖然戴潮春作戰失利，紅軍另外位首領林日成仍決定按照莊天賜的作戰方略，攻略大甲，遂於同治二年（1863年）正月，發起第三次大甲土城之役，同樣遭到大甲民團頑抗。[1][2]